# Hempstead (Kent)
Hempstead – wieś w Anglii, w hrabstwie ceremonialnym Kent, w dystrykcie (unitary authority) Medway. Leży 12 km na północ od miasta Maidstone i 50 km na wschód od centrum Londynu. Miejscowość liczy 5000 mieszkańców.